# Ursin iz Brescije
Ursin iz Brescije (? - Brescia, 347.), biskup Brescije i talijanski svetac.
Sudjelovao je na saboru u Sardici 347. godine, kada je i umro. Bio je protivnik arijanstvu kojega je promicao prezbiter Arije. Njegov blagdan se obilježava 1. prosinca.